# Жукова, Галина Севастьяновна
Гали́на Севастья́новна Жу́кова (8 апреля 1952, Харьков — 21 июня 2024, Москва) — советский и российский математик, педагог высшей школы. Доктор физико-математических наук (1991), профессор (1993). Заслуженный деятель науки Российской Федерации (2006), лауреат Премии Правительства РФ в области образования (2006).

## Биография
Окончила Воронежский государственный университет по специальности «Прикладная математика» (1974, с отличием), а также Российский государственный социальный университет (2013, специальность психолого-педагогическое образование). В 2016 и 2017 годах проходила курсы в Институте повышения квалификации и профессиональной переподготовки работников Финансового университета при Правительстве РФ.
Кандидат (1979, диссертация «Асимптотическое решение линейных дифференциальных уравнений с большим параметром в банаховом пространстве») и доктор (1991, диссертация «Метод общего анализа линейных сингулярно возмущенных дифференциальных уравнений и систем») физико-математических наук. С 1986 года доцент, с 1993 года профессор.
Работала в Институте математики АН Украинской ССР, МХТИ (до 2001), затем — в РГСУ (Российский государственный социальный университет), проректор по непрерывному образованию и развитию карьеры, заведующая кафедрой. Читала курсы лекций по математическому анализу, функциональному анализу, дифференциальным уравнениям.
Работала в Финансовом университете при Правительстве Российской Федерации в департаменте анализа данных, принятия решений и финансовых технологий.
Трагически ушла из жизни 21 июня 2024 года в возрасте 72 лет.

### Семья
- Муж — Василий Иванович Жуков — социолог, академик РАН (2006),
- Старшая дочь — член-корреспондент РАО Лидия Федякина, в 2012—2014 годах — ректор РГСУ.
- Младшая дочь — Галина Жукова, приказом Минобрнауки РФ от 17 июля 2014 года лишена учёной степени доктора экономических наук (за некорректные заимствования).

## Основные работы
- Дифференциальные уравнения / Г. С. Жукова. — М. : РХТУ, 2001. — 347 с. : ил.; 22 см; ISBN 5-7237-0300-5.
- Жукова Г. С. Асимптотика решения одного класса линейных систем с вырожденной матрицей при производной Киев, 1990. — 24 с. (Препр. /АН Украины: Ин-т математики; 90.36).
- Жукова Г. С. Асимптотическое интегрирование обыкновенных линейных дифференциальных уравнений. Воронеж: ВГУ, 1988. — 200 с.
- Жукова Г. С. Асимптотическое интегрирование линейных дифференциальных систем с кратным спектром у предельной матрицы и малым параметром при производной. Киев, 1989. — 43 с. (Препр. /АН Украины: Ин-т математики; 89.90).
- Дифференциальные уравнения в частных производных : монография / Г. С. Жукова, Е. М. Чечеткина, Е. С. Богин. — М. : [s. n.], 2001. — 196 с. : ил.
- Линейная алгебра в примерах и задачах : учеб. пособие / Г. С. Жукова, М. Ф. Рушайло. — М. : [s. n.], 2000. — 350 с. : ил. — Библиогр.: с. 348. — Б. ц.
- Дифференциальные уравнения : монография / Г. С. Жукова. — М. : [s. n.], 2001. — 347 с. : ил. — Библиогр.: с. 345 (12 назв.). — ISBN 5-7237-0300-5 : Б. ц.
- Математический анализ в примерах и задачах : учеб. пособие для студентов вузов по хим.-технол. направлениям и биотехнологии / Жукова Г. С.;2-е изд, испр. и доп. — 2-е изд, испр. и доп. — М. : [s. n.], 2002. — 259 с. : ил. — Библиогр.: с. 257 (10 назв.). — ISBN 5-7237-0344-7 : Б. ц.
- Математика : для студентов соц. и соц.-гуманитар. спец. / Г. С. Жукова ; Московский гос. социальный ун-т. — М. : [s. n.], 2002. — 351 с. : ил. — Библиогр.: с. 350 (16 назв.). — ISBN 5-7139-0264-1 : Б. ц.
- Математический анализ [Text] : учеб.пособие / Жукова Г. С.; Под ред. Г. С. Жуковой. 2-е изд., доп. и перераб. — М. : [s. n.], 2003. — 316 с. : ил. — Библиогр.: с. 313 (11 назв.). — ISBN 5-7237-0391-9 : Б. ц.
- Линейная алгебра (практические занятия) [Text] : учеб. пособие / Жукова Г. С., Аверина О. В., Бурухина Т. Ф., Глазова И. Л.; Ред. Жукова Г. С. — М. : [s. n.], 1999. — 176 с. : ил. — ISBN 5-7237-0165-7 :

## Заслуги
- Почётная грамота Президиума совета Московской Федерации профсоюзов (2011)
- Лауреат премии Правительства РФ в области образования (2006, за научно-практическую разработку «Инновационные пути развития высшего образования на основе его интеграции с фундаментальной наукой» для образовательных учреждений высшего профессионального образования)
- Почётное звание «Заслуженный деятель науки Российской Федерации» (2006)[4]
- Диплом действительного члена Академии социального образования (2003)
- Нагрудный знак «Почётный работник высшего профессионального образования Российской Федерации» (2002)